# Norvegia ai XXIV Giochi olimpici invernali
La Norvegia ha partecipato ai XXIV Giochi olimpici invernali, che si sono svolti dal 4 al 20 febbraio 2022 a Pechino in Cina, con una delegazione composta da 73 atleti.

## Delegazione
La delegazione norvegese alle Olimpiadi invernali di Pechino era composta da 73 atleti che hanno gareggiato in 8 sport.
| Sport             | Uomini | Donne | Totale |
| ----------------- | ------ | ----- | ------ |
| Biathlon          | 6      | 6     | 12     |
| Combinata nordica | 5      | 0     | 5      |
| Curling           | 6      | 1     | 7      |
| Freestyle         | 4      | 2     | 6      |
| Salto con gli sci | 5      | 3     | 8      |
| Sci alpino        | 10     | 4     | 14     |
| Sci di fondo      | 8      | 8     | 16     |
| Snowboard         | 3      | 1     | 4      |
| Totale            | 47     | 25    | 72     |

## Medaglie
| Riepilogo quotidiano | Riepilogo quotidiano | Riepilogo quotidiano | Riepilogo quotidiano | Riepilogo quotidiano | Riepilogo quotidiano | Riepilogo quotidiano |
| -------------------- | -------------------- | -------------------- | -------------------- | -------------------- | -------------------- | -------------------- |
| Giorno               | Data                 |                      |                      |                      | Totale               |                      |
| 1º                   | 5                    | 2                    | 0                    | 0                    | 2                    |                      |
| 2º                   | 6                    | 0                    | 0                    | 1                    | 1                    |                      |
| 3º                   | 7                    | 0                    | 0                    | 1                    | 1                    |                      |
| 4º                   | 8                    | 1                    | 1                    | 2                    | 4                    |                      |
| 5º                   | 9                    | 1                    | 1                    | 0                    | 2                    |                      |
| 6º                   | 10                   | 1                    | 1                    | 0                    | 2                    |                      |
| 7º                   | 11                   | 1                    | 0                    | 1                    | 2                    |                      |
| 8º                   | 12                   | 2                    | 0                    | 1                    | 3                    |                      |
| 9º                   | 13                   | 1                    | 2                    | 1                    | 4                    |                      |
| 10º                  | 14                   | 0                    | 0                    | 0                    | 0                    |                      |
| 11º                  | 15                   | 3                    | 2                    | 0                    | 5                    |                      |
| 12º                  | 16                   | 1                    | 0                    | 1                    | 2                    |                      |
| 13º                  | 17                   | 1                    | 0                    | 0                    | 1                    |                      |
| 14º                  | 18                   | 1                    | 1                    | 3                    | 5                    |                      |
| 15º                  | 19                   | 0                    | 0                    | 1                    | 1                    |                      |
| 16º                  | 20                   | 1                    | 0                    | 1                    | 2                    |                      |
| Totale               | Totale               | 16                   | 8                    | 13                   | 37                   |                      |

### Medagliere per disciplina
| Sport                   | Oro | Argento | Bronzo | Totale |
| ----------------------- | --- | ------- | ------ | ------ |
| Biathlon                | 6   | 2       | 6      | 14     |
| Sci di fondo            | 5   | 1       | 2      | 8      |
| Combinata nordica       | 2   | 2       | 0      | 4      |
| Pattinaggio di velocità | 1   | 0       | 2      | 3      |
| Freestyle               | 1   | 0       | 0      | 1      |
| Salto con gli sci       | 1   | 0       | 0      | 1      |
| Sci alpino              | 0   | 1       | 3      | 4      |
| Curling                 | 0   | 1       | 0      | 1      |
| Snowboard               | 0   | 1       | 0      | 1      |
| Totale                  | 16  | 8       | 13     | 37     |

### Medaglie d'oro
| Medaglia | Nome                                                                          | Sport                   | Evento                           |
| -------- | ----------------------------------------------------------------------------- | ----------------------- | -------------------------------- |
| Oro      | Therese Johaug                                                                | Sci di fondo            | Skiathlon femminile              |
| Oro      | Marte Olsbu Røiseland Tiril Eckhoff Tarjei Bø Johannes Thingnes Bø            | Biathlon                | Staffetta 4x6 km mista           |
| Oro      | Johannes Høsflot Klæbo                                                        | Sci di fondo            | Sprint maschile                  |
| Oro      | Birk Ruud                                                                     | Freestyle               | Big air maschile                 |
| Oro      | Therese Johaug                                                                | Sci di fondo            | 10 km femminile                  |
| Oro      | Marte Olsbu Røiseland                                                         | Biathlon                | 7,5 km sprint femminile          |
| Oro      | Johannes Thingnes Bø                                                          | Biathlon                | 10 km sprint maschile            |
| Oro      | Marius Lindvik                                                                | Salto con gli sci       | Trampolino lungo maschile        |
| Oro      | Marte Olsbu Røiseland                                                         | Biathlon                | 10 km inseguimento femminile     |
| Oro      | Sturla Holm Lægreid Tarjei Bø Johannes Thingnes Bø Vetle Sjåstad Christiansen | Biathlon                | Staffetta 4x7,5 km maschile      |
| Oro      | Hallgeir Engebråten Peder Kongshaug Sverre Lunde Pedersen                     | Pattinaggio di velocità | Inseguimento a squadre maschile  |
| Oro      | Jørgen Graabak                                                                | Combinata nordica       | Trampolino lungo                 |
| Oro      | Erik Valnes Johannes Høsflot Klæbo                                            | Sci di fondo            | Sprint a squadre maschile        |
| Oro      | Jørgen Graabak Jens Lurås Oftebro Espen Bjørnstad Espen Andersen              | Combinata nordica       | Gara a squadre                   |
| Oro      | Johannes Thingnes Bø                                                          | Biathlon                | 15 km partenza in linea maschile |
| Oro      | Therese Johaug                                                                | Sci di fondo            | 30 km femminile                  |

### Medaglie d'argento
| Medaglia | Nome                                                                 | Sport             | Evento                              |
| -------- | -------------------------------------------------------------------- | ----------------- | ----------------------------------- |
| Argento  | Kristin Skaslien Magnus Nedregotten                                  | Curling           | Doppio misto                        |
| Argento  | Jørgen Graabak                                                       | Combinata nordica | Trampolino normale                  |
| Argento  | Aleksander Aamodt Kilde                                              | Sci alpino        | Supercombinata maschile             |
| Argento  | Emil Iversen Pål Golberg Hans Christer Holund Johannes Høsflot Klæbo | Sci di fondo      | Staffetta maschile                  |
| Argento  | Tarjei Bø                                                            | Biathlon          | 12,5 km inseguimento maschile       |
| Argento  | Mons Røisland                                                        | Snowboard         | Big air maschile                    |
| Argento  | Jens Lurås Oftebro                                                   | Combinata nordica | Trampolino lungo                    |
| Argento  | Tiril Eckhoff                                                        | Biathlon          | 12,5 km partenza in linea femminile |

### Medaglie di bronzo
| Medaglia | Nome | Sport                   | Evento                              |
| -------- | --- | ----------------------- | ----------------------------------- |
| Bronzo   | Hallgeir Engebråten | Pattinaggio di velocità | 5000 m maschile                     |
| Bronzo   | Marte Olsbu Røiseland | Biathlon                | 15 km individuale femminile         |
| Bronzo   | Aleksander Aamodt Kilde                                                                                                  | Sci alpino              | Supergigante maschile               |
| Bronzo   | Johannes Thingnes Bø | Biathlon                | 20 km individuale maschile          |
| Bronzo   | Johannes Høsflot Klæbo                                                                                                   | Sci di fondo            | 15 km maschile                      |
| Bronzo   | Tarjei Bø | Biathlon                | 10 km sprint maschile               |
| Bronzo   | Tiril Eckhoff | Biathlon                | 10 km inseguimento femminile        |
| Bronzo   | Sebastian Foss-Solevåg                                                                                                   | Sci alpino              | Slalom speciale maschile            |
| Bronzo   | Marte Olsbu Røiseland | Biathlon                | 12,5 km partenza in linea femminile |
| Bronzo   | Håvard Holmefjord Lorentzen                                                                                              | Pattinaggio di velocità | 1000 m maschile                     |
| Bronzo   | Vetle Sjåstad Christiansen                                                                                               | Biathlon                | 15 km partenza in linea maschile    |
| Bronzo   | Simen Hegstad Krüger | Sci di fondo            | 50 km maschile                      |
| Bronzo   | Mina Fürst Holtmann Thea Louise Stjernesund Maria Therese Tviberg Timon Haugan Fabian Wilkens Solheim Rasmus Windingstad | Sci alpino              | Gara a squadre                      |

## Biathlon
Uomini
| Atleta                                                                        | Evento                  | Tempo     | Errori       | Pos. |
| ----------------------------------------------------------------------------- | ----------------------- | --------- | ------------ | ---- |
| Tarjei Bø                                                                     | 20 km individuale       | 50'17"0   | 1 (0+0+0+1)  | 8º   |
| Vetle Sjåstad Christiansen                                                    | 20 km individuale       | 51'21"3   | 3 (1+2+0+0)  | 13º  |
| Sturla Holm Lægreid                                                           | 20 km individuale       | 51'28"1   | 3 (1+1+1+0)  | 15º  |
| Johannes Thingnes Bø                                                          | 20 km individuale       | 49'18"5   | 2 (1+0+0+1)  |      |
| Tarjei Bø                                                                     | 10 km sprint            | 24'39"3   | 1 (1+0)      |      |
| Vetle Sjåstad Christiansen                                                    | 10 km sprint            | 25'38"4   | 3 (2+1)      | 20º  |
| Sturla Holm Lægreid                                                           | 10 km sprint            | 25'02"7   | 2 (1+1)      | 7º   |
| Johannes Thingnes Bø                                                          | 10 km sprint            | 24'00"4   | 1 (0+1)      |      |
| Tarjei Bø                                                                     | 12,5 km inseguimento    | 39'36"1   | 1 (1+0+0+0)  |      |
| Vetle Sjåstad Christiansen                                                    | 12,5 km inseguimento    | 42'53"3   | 3 (0+1+0+2)  | 15º  |
| Sturla Holm Lægreid                                                           | 12,5 km inseguimento    | 43'40"5   | 10 (3+4+2+1) | 24º  |
| Johannes Thingnes Bø                                                          | 12,5 km inseguimento    | 41'21"2   | 7 (0+2+3+2)  | 5º   |
| Tarjei Bø                                                                     | 15 km partenza in linea | 41'01"8   | 4 (0+1+2+1)  | 12º  |
| Vetle Sjåstad Christiansen                                                    | 15 km partenza in linea | 39'26"9   | 3 (2+0+1+0)  |      |
| Sturla Holm Lægreid                                                           | 15 km partenza in linea | 40'00"5   | 5 (1+2+1+1)  | 6º   |
| Johannes Thingnes Bø                                                          | 15 km partenza in linea | 38'14"4   | 4 (1+0+1+2)  |      |
| Sturla Holm Lægreid Tarjei Bø Johannes Thingnes Bø Vetle Sjåstad Christiansen | Staffetta 4x7,5 km      | 1h19'50"2 | 8 (1+7)      |      |

Donne
| Atleta                                                                  | Evento                    | Tempo     | Errori      | Pos. |
| ----------------------------------------------------------------------- | ------------------------- | --------- | ----------- | ---- |
| Tiril Eckhoff                                                           | 15 km individuale         | 47'10"2   | 5 (0+2+0+3) | 22ª  |
| Emilie Kalkenberg                                                       | 15 km individuale         | 49'08"8   | 4 (3+0+0+1) | 38ª  |
| Ingrid Landmark Tandrevold                                              | 15 km individuale         | 45'15"4   | 1 (0+1+0+0) | 8ª   |
| Marte Olsbu Røiseland                                                   | 15 km individuale         | 44'28"0   | 2 (1+0+0+1) |      |
| Tiril Eckhoff                                                           | 7,5 km sprint             | 22'00"4   | 2 (1+1)     | 11ª  |
| Ida Lien                                                                | 7,5 km sprint             | 23'10"3   | 4 (1+3)     | 38ª  |
| Ingrid Landmark Tandrevold                                              | 7,5 km sprint             | 21'44"5   | 0 (0+0)     | 5ª   |
| Marte Olsbu Røiseland                                                   | 7,5 km sprint             | 20'44"3   | 0 (0+0)     |      |
| Tiril Eckhoff                                                           | 10 km inseguimento        | 34'46"9   | 3 (1+1+0+1) |      |
| Ingrid Landmark Tandrevold                                              | 10 km inseguimento        | 37'39"9   | 1 (0+0+1+0) | 14ª  |
| Ida Lien                                                                | 10 km inseguimento        | 34'46"9   | 1 (0+0+1+0) |      |
| Ingrid Landmark Tandrevold                                              | 10 km inseguimento        | 39'22"1   | 4 (0+1+2+1) | 33ª  |
| Tiril Eckhoff                                                           | 12,5 km partenza in linea | 40'33"3   | 4 (0+0+2+2) |      |
| Marte Olsbu Røiseland                                                   | 12,5 km partenza in linea | 40'52"9   | 4 (0+0+2+2) |      |
| Karoline Offigstad Knotten Tiril Eckhoff Ida Lien Marte Olsbu Røiseland | Staffetta 4x6 km          | 1h11'54"6 | 2+8         | 4ª   |

Misto
| Atleta                                                             | Evento           | Tempo                             | Errori                                    | Pos. |
| ------------------------------------------------------------------ | ---------------- | --------------------------------- | ----------------------------------------- | ---- |
| Marte Olsbu Røiseland Tiril Eckhoff Tarjei Bø Johannes Thingnes Bø | Staffetta 4x6 km | 16 (3+13) 1 (0+1) 9 (3+6) 3 (0+3) | 1h06'45"6 17'18"6 19'12"6 15'31"1 14'43"3 |      |

## Combinata nordica
| Atleta                                                           | Evento             | Salto     | Salto   | Salto     | Fondo   | Fondo            | Posizione |
| Atleta                                                           | Evento             | Lunghezza | Punti   | Posizione | Tempo   | Tempo + distacco | Posizione |
| ---------------------------------------------------------------- | ------------------ | --------- | ------- | --------- | ------- | ---------------- | --------- |
| Espen Andersen                                                   | Trampolino normale | 96,0 m    | 109,3   | 16º       | 25'17"3 | 26'52"3          | 11º       |
| Espen Bjørnstad                                                  | Trampolino normale | 99,0 m    | 110,1   | 15º       | 26'40"1 | 28'12"1          | 27º       |
| Jørgen Graabak                                                   | Trampolino normale | 98,5 m    | 114.1   | 9º        | 23'52"5 | 25'08"5          |           |
| Jens Lurås Oftebro                                               | Trampolino normale | 92,5 m    | 103,8   | 20º       | 24'53"2 | 26'50"2          | 10º       |
| Espen Andersen                                                   | Gara a squadre     | 125,0 m   | 106,9   | 13º       | 26'45"2 | 28'57"2          | 15º       |
| Jørgen Graabak                                                   | Gara a squadre     | 126,5 m   | 108,0   | 12        | 25'06"3 | 27'13"3          |           |
| Jens Lurås Oftebro                                               | Gara a squadre     | 127,5 m   | 113,0   | 10º       | 25'26"7 | 27'13"7          |           |
| Jarl Magnus Riiber                                               | Gara a squadre     | 142,0 m   | 139,8   | 1º        | 27'53"1 | 27'53"1          | 8º        |
| Espen Andersen Espen Bjørnstad Jørgen Graabak Jens Lurås Oftebro | Trampolino lungo   | 523,5 m   | 469,4 m | 2ª        | 50'37"1 | 50'45"1          |           |

## Curling
| Squadra                                                                         | Torneo       | Girone               | Girone               | Girone               | Girone               | Girone               | Girone               | Girone               | Girone               | Girone               | Girone | Semifinali           | Finale / FB          | Pos.            |
| Squadra                                                                         | Torneo       | Avversario Punteggio | Avversario Punteggio | Avversario Punteggio | Avversario Punteggio | Avversario Punteggio | Avversario Punteggio | Avversario Punteggio | Avversario Punteggio | Avversario Punteggio | Pos.   | Avversario Punteggio | Avversario Punteggio | Pos.            |
| ------------------------------------------------------------------------------- | ------------ | -------------------- | -------------------- | -------------------- | -------------------- | -------------------- | -------------------- | -------------------- | -------------------- | -------------------- | ------ | -------------------- | -------------------- | --------------- |
| Steffen Walstad Torger Nergård Markus Høiberg Magnus Vågberg Magnus Nedregotten | Maschile     | Svizzera V 7-4       | Canada P 5-6         | Gran Bretagna P 3-8  | Stati Uniti V 7-6    | Svezia P 4–6         | Danimarca P 5-6      | ROC V 12-5           | Cina P 6-8           | Italia V 9-4         | 6ª     | Non qualificata      | Non qualificata      | Non qualificata |
| Kristin Skaslien Magnus Nedregotten                                             | Doppio misto | Rep. Ceca P 6-7      | Stati Uniti V 11-6   | Canada P 6–7         | Italia P 8-11        | Australia V 10-4     | Cina V 9-6           | Svezia V 6–2         | Gran Bretagna V 6-2  | Svizzera V 6-5       | 2ª Q   | Gran Bretagna V 6-5  | Italia P 5-8         |                 |

## Freestyle
Freeski
| Atleta             | Evento               | Qualificazione | Qualificazione | Qualificazione | Qualificazione | Qualificazione | Finale          | Finale          | Finale          | Finale          | Finale          |
| Atleta             | Evento               | Run 1          | Run 2          | Run 3          | Migliore       | Posizione      | Run 1           | Run 2           | Run 3           | Migliore        | Posizione       |
| ------------------ | -------------------- | -------------- | -------------- | -------------- | -------------- | -------------- | --------------- | --------------- | --------------- | --------------- | --------------- |
| Ferdinand Dahl     | Big air maschile     | 12,00          | 72,50          | 77,50          | 150,00         | 19º            | Non qualificato | Non qualificato | Non qualificato | Non qualificato | Non qualificato |
| Tormod Frostad     | Big air maschile     | 90,00          | 81,25          | 42,00          | 171,25         | 7º Q           | 25,50           | 14,00           | 33,00           | 58,50           | 12º             |
| Christian Nummedal | Big air maschile     | 92,25          | 77,25          | 79,25          | 171,50         | 6º Q           | 26,00           | 93,00           | 17,50           | 110,50          | 10º             |
| Birk Ruud          | Big air maschile     | 94,50          | 50,50          | 93,25          | 187,75         | 1º Q           | 95,75           | 92,00           | 69,00           | 187,75          |                 |
| Sandra Eie         | Big air femminile    | 77,50          | 76,25          | 84,50          | 162,00         | 4ª Q           | 17,00           | 19,00           | 64,50           | 64,50           | 12ª             |
| Johanne Killi      | Big air femminile    | 87,50          | 60,75          | 58,25          | 148,25         | 10ª Q          | 87,75           | 58,50           | 65,50           | 153,25          | 7ª              |
| Ferdinand Dahl     | Slopestyle maschile  | 35,41          | 67,61          | N.D.           | 67,61          | 16º            | Non qualificato | Non qualificato | Non qualificato | Non qualificato | Non qualificato |
| Tormod Frostad     | Slopestyle maschile  | 22,11          | 38,05          | N.D.           | 38,05          | 24º            | Non qualificato | Non qualificato | Non qualificato | Non qualificato | Non qualificato |
| Christian Nummedal | Slopestyle maschile  | 41,48          | 16,03          | N.D.           | 41,48          | 22º            | Non qualificato | Non qualificato | Non qualificato | Non qualificato | Non qualificato |
| Birk Ruud          | Slopestyle maschile  | 83,96          | 40,95          | N.D.           | 83,96          | 2º Q           | 26,98           | 47,93           | 79,33           | 79,33           | 5º              |
| Sandra Eie         | Slopestyle femminile | 49,08          | 31,31          | N.D.           | 49,08          | 19ª            | Non qualificata | Non qualificata | Non qualificata | Non qualificata | Non qualificata |
| Johanne Killi      | Slopestyle femminile | 81,48          | 86,00          | N.D.           | 86,00          | 2ª Q           | 24,86           | 73,11           | 71,78           | 73,11           | 6ª              |

## Salto con gli sci
| Atleta                                                                   | Evento                       | Qualificazione | Qualificazione | Qualificazione | Finale      | Finale      | Finale      | Finale          | Finale          | Finale          | Finale          | Finale          |
| Atleta                                                                   | Evento                       | Qualificazione | Qualificazione | Qualificazione | Primo salto | Primo salto | Primo salto | Secondo salto   | Secondo salto   | Secondo salto   | Totale          | Totale          |
| Atleta                                                                   | Evento                       | Lunghezza      | Punti          | Posizione      | Lunghezza   | Punti       | Posizione   | Lunghezza       | Punti           | Posizione       | Punti           | Posizione       |
| ------------------------------------------------------------------------ | ---------------------------- | -------------- | -------------- | -------------- | ----------- | ----------- | ----------- | --------------- | --------------- | --------------- | --------------- | --------------- |
| Halvor Egner Granerud                                                    | Trampolino normale maschile  | 90,0 m         | 87,4           | 28º Q          | 97,5 m      | 127,4       | 22º         | DSQ             | DSQ             | DSQ             | 127,4           | 30º             |
| Robert Johansson                                                         | Trampolino normale maschile  | 103,0 m        | 116,6          | 2º Q           | 97,0 m      | 128,8       | 16º         | 96,0 m          | 119,5           | 21º             | 248,3           | 20º             |
| Marius Lindvik                                                           | Trampolino normale maschile  | 100,5 m        | 116,7          | 1º Q           | 96,5 m      | 128,4       | 17º         | 102,5 m         | 132,3           | 3º              | 260,7           | 7º              |
| Halvor Egner Granerud                                                    | Trampolino lungo             | 133,5 m        | 131,6          | 2º Q           | 135,0 m     | 132,4       | 9º          | 135,5 m         | 139,0           | 5º              | 271,4           | 8º              |
| Robert Johansson                                                         | Trampolino lungo             | 127,5 m        | 115,9          | 17º Q          | 128,5 m     | 119,3       | 32º         | Non qualificato | Non qualificato | Non qualificato | Non qualificato | Non qualificato |
| Marius Lindvik                                                           | Trampolino lungo             | 135,0 m        | 136,4          | 1º Q           | 140,5 m     | 144,8       | 2º          | 140,0 m         | 151,3           | 1º              | 296,1           |                 |
| Daniel-André Tande                                                       | Trampolino lungo             | 120,5 m        | 105,1          | 28º Q          | 128,0 m     | 120,2       | 31º         | Non qualificato | Non qualificato | Non qualificato | Non qualificato | Non qualificato |
| Halvor Egner Granerud Daniel-André Tande Robert Johansson Marius Lindvik | Gara a squadre maschile      | N.D.           | N.D.           | N.D.           | 515,0 m     | 456,5       | 3ª          | 505,5 m         | 465,6           | 4ª              | 922,1           | 4ª              |
| Anna Odine Strøm                                                         | Trampolino normale femminile | N.D.           | N.D.           | N.D.           | 91,5 m      | 91,5        | 16ª         | 84,0 m          | 84,5            | 15ª             | 176,0           | 15ª             |
| Silje Opseth                                                             | Trampolino normale femminile | N.D.           | N.D.           | N.D.           | 92,5 m      | 94,7        | 12ª         | 95,0 m          | 105,8           | 5ª              | 200,5           | 6ª              |
| Robert Johansson Marius Lindvik Silje Opseth Anna Odine Strøm            | Gara a squadre mista         | N.D.           | N.D.           | N.D.           | 385,0 m     | 457,4       | 2ª Q        | 201,0 m         | 250,5           | 8ª              | 707,9           | 8ª              |

## Sci alpino
Uomini
| Atleta                   | Evento          | 1ª manche | 1ª manche | 2ª manche       | 2ª manche       | Totale          | Totale          |
| Atleta                   | Evento          | Tempo     | Posizione | Tempo           | Posizione       | Tempo           | Posizione       |
| ------------------------ | --------------- | --------- | --------- | --------------- | --------------- | --------------- | --------------- |
| Aleksander Aamodt Kilde  | Combinata       | 1'43"12   | 1º        | 48"90           | 6º              | 2'32"02         |                 |
| Aleksander Aamodt Kilde  | Discesa libera  | N.D.      | N.D.      | N.D.            | N.D.            | 1'43"20         | 5º              |
| Kjetil Jansrud           | Discesa libera  | N.D.      | N.D.      | N.D.            | N.D.            | DNS             | DNS             |
| Adrian Smiseth Sejersted | Discesa libera  | N.D.      | N.D.      | N.D.            | N.D.            | 1'43"82         | 11º             |
| Lucas Braathen           | Slalom gigante  | 1'04"20   | 12º       | DNF             | DNF             | Non qualificato | Non qualificato |
| Henrik Kristoffersen     | Slalom gigante  | 1'03"05   | 4º        | 1'08"20         | 18º             | 2'11"25         | 8º              |
| Atle Lie McGrath         | Slalom gigante  | DNF       | DNF       | Non qualificato | Non qualificato | Non qualificato | Non qualificato |
| Rasmus Windingstad       | Slalom gigante  | DNF       | DNF       | Non qualificato | Non qualificato | Non qualificato | Non qualificato |
| Lucas Braathen           | Slalom speciale | DNF       | DNF       | Non qualificato | Non qualificato | Non qualificato | Non qualificato |
| Sebastian Foss-Solevåg   | Slalom speciale | 53"98     | 3º        | 50"81           | 15º             | 1'44"79         |                 |
| Henrik Kristoffersen     | Slalom speciale | 53"94     | 2º        | 50"94           | 18º             | 1'44"88         | 4º              |
| Atle Lie McGrath         | Slalom speciale | 55"08     | 14º       | 1'02"27         | 41º             | 1'57"35         | 31º             |
| Aleksander Aamodt Kilde  | Supergigante    | N.D.      | N.D.      | N.D.            | N.D.            | 1'20"36         |                 |
| Kjetil Jansrud           | Supergigante    | N.D.      | N.D.      | N.D.            | N.D.            | 1'23"00         | 23º             |
| Adrian Smiseth Sejersted | Supergigante    | N.D.      | N.D.      | N.D.            | N.D.            | 1'20"68         | 4º              |
| Rasmus Windingstad       | Supergigante    | N.D.      | N.D.      | N.D.            | N.D.            | 1'24"15         | 29º             |

Donne
| Atleta                  | Evento          | 1ª manche | 1ª manche | 2ª manche       | 2ª manche       | Totale          | Totale          |
| Atleta                  | Evento          | Tempo     | Posizione | Tempo           | Posizione       | Tempo           | Posizione       |
| ----------------------- | --------------- | --------- | --------- | --------------- | --------------- | --------------- | --------------- |
| Ragnhild Mowinckel      | Discesa libera  | N.D.      | N.D.      | N.D.            | N.D.            | 1'33"97         | 14ª             |
| Mina Fürst Holtmann     | Slalom gigante  | DNF       | DNF       | Non qualificata | Non qualificata | Non qualificata | Non qualificata |
| Ragnhild Mowinckel      | Slalom gigante  | 58"58     | 5ª        | 58"07           | 6ª              | 1'56"65         | 5ª              |
| Thea Louise Stjernesund | Slalom gigante  | 59"39     | 15ª       | 57"50           | 2ª              | 1'56"89         | 6ª              |
| Maria Therese Tviberg   | Slalom gigante  | 59"67     | 18ª       | 58"40           | 10ª             | 1'58"07         | 13ª             |
| Mina Fürst Holtmann     | Slalom speciale | 54"19     | 18ª       | DNF             | DNF             | DNF             | DNF             |
| Thea Louise Stjernesund | Slalom speciale | 54"22     | 19ª       | 53"26           | 16ª             | 1'47"48         | 15ª             |
| Maria Therese Tviberg   | Slalom speciale | DNF       | DNF       | Non qualificata | Non qualificata | Non qualificata | Non qualificata |
| Ragnhild Mowinckel      | Supergigante    | N.D.      | N.D.      | N.D.            | N.D.            | 1'14"09         | 6ª              |

Misto
| Atleta | Evento         | Ottavi               | Quarti               | Semifinale           | Finale               | Finale    |
| Atleta | Evento         | Avversario Risultato | Avversario Risultato | Avversario Risultato | Avversario Risultato | Posizione |
| --- | -------------- | -------------------- | -------------------- | -------------------- | -------------------- | --------- |
| Mina Fürst Holtmann Thea Louise Stjernesund Maria Therese Tviberg Timon Haugan Fabian Wilkens Solheim Rasmus Windingstad | Gara a squadre | Polonia V 2*–2       | Francia V 2*–2       | Austria P 2–2*       | Stati Uniti V 2*–2   |           |

## Sci di fondo
Distanza
Uomini
| Atleta                                                               | Evento                 | 7,5 km TC | 7,5 km TC | 7,5 km TL | 7,5 km TL | Tempo totale | Distacco | Posizione |     |     |     |     |
| Atleta                                                               | Evento                 | Tempo     | Pos.      | Tempo     | Pos.      | Tempo totale | Distacco | Posizione |     |     |     |     |
| -------------------------------------------------------------------- | ---------------------- | --------- | --------- | --------- | --------- | ------------ | -------- | --------- | --- | --- | --- | --- |
| Pål Golberg                                                          | 15 km tecnica classica | N.D.      | N.D.      | N.D.      | N.D.      | 39'47"4      | +1'52"6  | 5º        |     |     |     |     |
| Hans Christer Holund                                                 | 15 km tecnica classica | N.D.      | N.D.      | N.D.      | N.D.      | 38'44"6      | +49"8    | 4º        |     |     |     |     |
| Johannes Høsflot Klæbo                                               | 15 km tecnica classica | N.D.      | N.D.      | N.D.      | N.D.      | 38'32"3      | +37"5    |           |     |     |     |     |
| Erik Valnes                                                          | 15 km tecnica classica | N.D.      | N.D.      | N.D.      | N.D.      | 40'06"8      | +2:12.0  | 15º       |     |     |     |     |
| Pål Golberg                                                          | Skiathlon 30 km        | 39'41"0   | 4º        | 38'46"0   | 11º       | 1h19'02"3    | +2'52"5  | 5º        |     |     |     |     |
| Hans Christer Holund                                                 | Skiathlon 30 km        | 39'41"8   | 5º        | 38'26"0   | 6º        | 1h18'40"7    | +2'30"9  | 4º        |     |     |     |     |
| Johannes Høsflot Klæbo                                               | Skiathlon 30 km        | 40'42"1   | 11º       | 43'59"7   | 49º       | 1h25'15"8    | +9'06"0  | 40º       |     |     |     |     |
| Sjur Røthe                                                           | Skiathlon 30 km        | DNF       | DNF       | DNF       | DNF       | DNF          | DNF      | DNF       |     |     |     |     |
| Hans Christer Holund                                                 | 50 km tecnica libera   | N.D.      | N.D.      | N.D.      | N.D.      | 1h13'30"2    | +1'57"5  | 13º       |     |     |     |     |
| Johannes Høsflot Klæbo                                               | 50 km tecnica libera   | N.D.      | N.D.      | N.D.      | N.D.      | DNF          | DNF      | DNF       | DNF | DNF | DNF | DNF |
| Simen Hegstad Krüger                                                 | 50 km tecnica libera   | N.D.      | N.D.      | N.D.      | N.D.      | 1h11'39"7    | +7"0     |           |     |     |     |     |
| Sjur Røthe                                                           | 50 km tecnica libera   | N.D.      | N.D.      | N.D.      | N.D.      | 1h11'48"5    | +15"8    | 5º        |     |     |     |     |
| Emil Iversen Pål Golberg Hans Christer Holund Johannes Høsflot Klæbo | Staffetta 4x10 km      | N.D.      | N.D.      | N.D.      | N.D.      | 1h55'57"9    | +1'07"2  |           |     |     |     |     |

Donne
| Atleta                                                                | Evento                 | 7,5 km TC | 7,5 km TC | 7,5 km TL | 7,5 km TL | Tempo totale | Distacco | Posizione |
| Atleta                                                                | Evento                 | Tempo     | Pos.      | Tempo     | Pos.      | Tempo totale | Distacco | Posizione |
| --------------------------------------------------------------------- | ---------------------- | --------- | --------- | --------- | --------- | ------------ | -------- | --------- |
| Therese Johaug                                                        | 10 km tecnica classica | N.D.      | N.D.      | N.D.      | N.D.      | 28'05"3      | —        |           |
| Mathilde Myhrvold                                                     | 10 km tecnica classica | N.D.      | N.D.      | N.D.      | N.D.      | 31'36"0      | +3'29"7  | 44ª       |
| Lotta Udnes Weng                                                      | 10 km tecnica classica | N.D.      | N.D.      | N.D.      | N.D.      | 30'37"0      | +2'30"7  | 25ª       |
| Tiril Udnes Weng                                                      | 10 km tecnica classica | N.D.      | N.D.      | N.D.      | N.D.      | 30'22"6      | +2'16"3  | 21ª       |
| Therese Johaug                                                        | Skiathlon 15 km        | 22'28"3   | 1ª        | 21'09"0   | 2ª        | 44'13"7      | —        |           |
| Helene Marie Fossesholm                                               | Skiathlon 15 km        | 22'33"4   | 29ª       | 21'41"4   | 13ª       | 47'49"0      | +3'35"3  | 18ª       |
| Ragnhild Haga                                                         | Skiathlon 15 km        | 22'38"2   | 32ª       | 21'31"8   | 29ª       | 48'52"5      | +4'38"8  | 29ª       |
| Therese Johaug                                                        | 30 km tecnica libera   | N.D.      | N.D.      | N.D.      | N.D.      | 1h24'54"0    | —        |           |
| Lotta Udnes Weng                                                      | 30 km tecnica libera   | N.D.      | N.D.      | N.D.      | N.D.      | 1h31'14"3    | +6'20"3  | 13ª       |
| Tiril Udnes Weng                                                      | 30 km tecnica libera   | N.D.      | N.D.      | N.D.      | N.D.      | 1h31'15"4    | +6'21"4  | 14ª       |
| Ragnhild Haga                                                         | 30 km tecnica libera   | N.D.      | N.D.      | N.D.      | N.D.      | 1h32'19"9    | +7'25"9  | 28ª       |
| Tiril Udnes Weng Therese Johaug Helene Marie Fossesholm Ragnhild Haga | Staffetta 4x5 km       | N.D.      | N.D.      | N.D.      | N.D.      | 54'09"8      | +28"8    | 5ª        |

Sprint
| Atleta                                | Evento                     | Qualificazione | Qualificazione | Quarti  | Quarti    | Semifinale      | Semifinale      | Finale          | Finale    |
| Atleta                                | Evento                     | Tempo          | Posizione      | Tempo   | Posizione | Tempo           | Posizione       | Tempo           | Posizione |
| ------------------------------------- | -------------------------- | -------------- | -------------- | ------- | --------- | --------------- | --------------- | --------------- | --------- |
| Pål Golberg                           | Sprint maschile            | 2'51"52        | 14º Q          | 3'14"81 | 5º        | Non qualificato | Non qualificato | Non qualificato | 21º       |
| Johannes Høsflot Klæbo                | Sprint maschile            | 2'46"74        | 3º Q           | 2'51"57 | 1º Q      | 2'52"23         | 2º Q            | 2'58"06         |           |
| Håvard Solås Taugbøl                  | Sprint maschile            | 2'49"93        | 7º Q           | 2'57"93 | 2º Q      | 2'52"46         | 5º              | Non qualificato | 10º       |
| Erik Valnes                           | Sprint maschile            | 2'51"56        | 15º Q          | 2'49"31 | 1º Q      | 3'13"28         | 6º              | Non qualificato | 11º       |
| Erik Valnes Johannes Høsflot Klæbo    | Sprint a squadre maschile  | N.D.           | N.D.           | N.D.    | N.D.      | 20'17"28        | 1ª Q            | 19'22"99        |           |
| Maiken Caspersen Falla                | Sprint femminile           | 3'20"86        | 16ª Q          | 3'16"88 | 2ª Q      | 3'16"41         | 4ª              | Non qualificata | 8ª        |
| Mathilde Myhrvold                     | Sprint femminile           | 3'21"24        | 19ª Q          | 3'24"62 | 5ª        | Non qualificata | Non qualificata | Non qualificata | 21ª       |
| Lotta Udnes Weng                      | Sprint femminile           | 3'22"26        | 23ª Q          | 3'21"21 | 5ª        | Non qualificata | Non qualificata | Non qualificata | 22ª       |
| Tiril Udnes Weng                      | Sprint femminile           | 3'18"17        | 7ª Q           | 3'21"31 | 2ª Q      | 3'14"29         | 5ª              | Non qualificata | 9ª        |
| Katherine Stewart-Jones Dahria Beatty | Sprint a squadre femminile | N.D.           | N.D.           | N.D.    | N.D.      | 23'05"06        | 4ª Q            | 23'15"28        | 8ª        |

## Pattinaggio di velocità
Uomini
| Atleta                      | Evento | Tempo   | Posizione |
| --------------------------- | ------ | ------- | --------- |
| Håvard Holmefjord Lorentzen | 500 m  | 34"921  | 15º       |
| Bjørn Magnussen             | 500 m  | 34"96   | 17º       |
| Håvard Holmefjord Lorentzen | 1000 m | 1'08"48 |           |
| Bjørn Magnussen             | 1000 m | 1'10"14 | 25º       |
| Allan Dahl Johansson        | 1000 m | 1'10"34 | 28º       |
| Allan Dahl Johansson        | 1500 m | 1'45"81 | 12º       |
| Peder Kongshaug             | 1500 m | 1'44"39 | 4º        |
| Kristian Ulekleiv           | 1500 m | 1'46"56 | 16º       |
| Hallgeir Engebråten         | 5000 m | 6'09"88 |           |

Donne
| Atleta                | Evento | Tempo   | Posizione |
| --------------------- | ------ | ------- | --------- |
| Ragne Wiklund         | 1000 m | 1'16"59 | 18ª       |
| Sofie Karoline Haugen | 1500 m | 2'01"57 | 28ª       |
| Ragne Wiklund         | 1500 m | 1'56"46 | 12ª       |
| Ragne Wiklund         | 3000 m | 4'01"44 | 5ª        |
| Ragne Wiklund         | 5000 m | 6'56"34 | 5ª        |

Mass start
| Atleta                | Evento               | Semifinale | Semifinale | Semifinale | Finale          | Finale          | Finale    |
| Atleta                | Evento               | Punti      | Tempo      | Posizione  | Punti           | Tempo           | Posizione |
| --------------------- | -------------------- | ---------- | ---------- | ---------- | --------------- | --------------- | --------- |
| Peder Kongshaug       | Mass start maschile  | 0          | 6'55"43    | 14º        | Non qualificato | Non qualificato | 28º       |
| Kristian Ulekleiv     | Mass start maschile  | 60         | 7'56"67    | 1º Q       | 0               | 7'48"52         | 14º       |
| Marit Fjellanger Bøhm | Mass start femminile | 0          | 8'42"28    | 13ª        | Non qualificata | Non qualificata | 25ª       |
| Sofie Karoline Haugen | Mass start femminile | 0          | 8'33"77    | 12ª        | Non qualificata | Non qualificata | 23ª       |

Inseguimento a squadre
| Atleta                                                    | Evento                           | Quarti di finale | Quarti di finale | Semifinale            | Semifinale      | Finale                         | Finale    |
| Atleta                                                    | Evento                           | Tempo            | Posizione        | Avversario Tempo      | Posizione       | Avversario Tempo               | Posizione |
| --------------------------------------------------------- | -------------------------------- | ---------------- | ---------------- | --------------------- | --------------- | ------------------------------ | --------- |
| Hallgeir Engebråten Peder Kongshaug Sverre Lunde Pedersen | Inseguimento a squadre maschile  | 3'37"47          | 1ª Q             | Paesi Bassi V 3'38"28 | 1ª              | ROC V 3'38"08                  |           |
| Marit Fjellanger Bøhm Sofie Karoline Haugen Ragne Wiklund | Inseguimento a squadre femminile | 3'01"84          | 6ª               | Non qualificate       | Non qualificate | Finale 5º posto Cina P 3'02"15 | 6ª        |

## Snowboard
Freestyle
| Atleta           | Evento               | Qualificazione | Qualificazione | Qualificazione | Qualificazione | Qualificazione | Finale          | Finale          | Finale          | Finale          | Finale          |
| Atleta           | Evento               | Run 1          | Run 2          | Run 3          | Migliore       | Posizione      | Run 1           | Run 2           | Run 3           | Migliore        | Posizione       |
| ---------------- | -------------------- | -------------- | -------------- | -------------- | -------------- | -------------- | --------------- | --------------- | --------------- | --------------- | --------------- |
| Marcus Kleveland | Big air maschile     | 87,75          | 63,75          | 61,25          | 151,50         | 6º Q           | 87,75           | 62,25           | 39,00           | 150,00          | 8º              |
| Mons Røisland    | Big air maschile     | 31,25          | 80,00          | 66,50          | 146,50         | 9º Q           | 89,25           | 75,75           | 82,50           | 171,75          |                 |
| Ståle Sandbech   | Big air maschile     | 69,50          | 15,50          | 66,50          | 136,00         | 16º            | Non qualificato | Non qualificato | Non qualificato | Non qualificato | Non qualificato |
| Hanne Eilertsen  | Big air femminile    | 39,75          | 17,50          | 12,75          | 57,25          | 27ª            | Non qualificata | Non qualificata | Non qualificata | Non qualificata | Non qualificata |
| Marcus Kleveland | Slopestyle maschile  | 37,28          | 64,86          | N.D.           | 64,86          | 14º            | Non qualificato | Non qualificato | Non qualificato | Non qualificato | Non qualificato |
| Mons Røisland    | Slopestyle maschile  | 70,96          | 41,41          | N.D.           | 70,96          | 9º Q           | 29,01           | 63,33           | 52,53           | 63,33           | 7º              |
| Darcy Sharpe     | Slopestyle maschile  | 70,11          | 78,61          | N.D.           | 78,61          | 4º Q           | 29,05           | 27,43           | 39,66           | 39,66           | 11º             |
| Hanne Eilertsen  | Slopestyle femminile | 48,35          | 35,30          | N.D.           | 48,35          | 16ª            | Non qualificata | Non qualificata | Non qualificata | Non qualificata | Non qualificata |